# Franco Fumero
Franco Fumero (* 6. April 2001) ist ein uruguayischer Leichtathlet, der sich auf den Hürdenlauf spezialisiert hat.

## Sportliche Laufbahn
Erste internationale Meisterschaftserfahrungen sammelte Franco Fumero im Jahr 2025, als er bei den Südamerikameisterschaften in Mar del Plata in 55,38 s den achten Platz über 400 m Hürden belegte.
In den Jahren 2022, 2023 und 2025 wurde Fumero uruguayischer Meister im 400-Meter-Hürdenlauf sowie 2025 auch in der Mixed-Staffel über 4-mal 400 Meter.

## Persönliche Bestzeiten
- 400 m Hürden: 54,88 s, 25. April 2025 in Mar del Plata